# Allophaea ochracea
Allophaea ochracea är en trollsländeart som först beskrevs av Selys 1859.  Allophaea ochracea ingår i släktet Allophaea och familjen Euphaeidae. Inga underarter finns listade i Catalogue of Life.